# Denis Langlois (écrivain)
Pour les articles homonymes, voir Denis Langlois et Langlois.
Denis Langlois, né le 30 janvier 1940 à Étréchy (Seine-et-Oise), est un écrivain et avocat français.

## Biographie

### Militant et avocat
Il fait ses études au collège-lycée d'Étampes puis à la faculté de droit de Paris.
Membre du syndicat étudiant UNEF, il participe aux manifestations contre la guerre d'Algérie et celle du Vietnam.
Il écrit des articles pour La Marseillaise de Seine-et-Oise et Liberté, le journal de l'anarchiste-pacifiste Louis Lecoin.
Objecteur de conscience, refusant d'effectuer son service militaire alors obligatoire, il est condamné en 1966 pour insoumission et refus d'obéissance et emprisonné à la Maison d'arrêt de Fresnes.
Il y écrit son premier livre, Le Cachot. À sa libération, il devient conseiller juridique de la Ligue des Droits de l'Homme de 1967 à 1971, participant aux événements de Mai 68 et assurant aux côtés notamment de Jean-Jacques de Felice et Henri Leclerc la défense des victimes de violences policières.
Après avoir vu sa candidature rejetée par le Conseil de l'Ordre, du fait de sa condamnation pour insoumission, il devient, à la suite d'une manifestation en mai 1968 du Mouvement d'action judiciaire[réf. nécessaire], avocat au barreau de Paris. Il y exerce de 1968 à 1993, spécialisé dans les affaires pénales et celles concernant les droits de l'homme. (Il est notamment le défenseur de la famille Seznec qui souhaite obtenir la révision d'un procès considéré comme le symbole de l'erreur judiciaire,.) Il s'implique aussi dans l'Affaire Thévenin et l'Affaire Saint-Aubin. (Il écrira par la suite des livres sur ces trois affaires.)
Il participe en 1970 avec l'ancien ministre Eugène Claudius-Petit et un ex-relégué René Boloux, qui entame une grève de la faim, à la suppression de la relégation, peine complémentaire frappant principalement les petits délinquants multirécidivistes.
En 1971, il fait partie avec Michel Foucault et Gilles Deleuze de la Commission d'enquête sur l'affaire Alain Jaubert, journaliste blessé lors d'une manifestation,,. Il interviendra en 1983 dans une autre affaire où la gendarmerie est en cause : l'affaire des Irlandais de Vincennes et sera requis comme témoin en  avril 1991 dans l'Affaire Urba concernant le financement occulte des partis politiques.
Sur le plan international, il remplit les fonctions d'observateur judiciaire de procès politiques en Grèce (où il suit notamment le procès d'Alekos Panagoulis, condamné à mort en novembre 1968 pour un attentat contre le colonel Papadopoulos),, en Espagne où il s'intéresse aux procès des nationalistes basques, en Algérie, en Tunisie, au Koweït et au Mali.
Il a été membre du Comité de parrainage du Centre de documentation et de recherche sur la paix et les conflits, rebaptisé Observatoire des armements.[réf. nécessaire]
En 1990-1991, il est le porte-parole de l'« Appel des 75 » contre la guerre du Golfe  qui réunit des personnalités de gauche comme René Dumont, Albert Jacquard, Paul Milliez, Jacques Gaillot ou le chanteur Renaud. L'Appel des 75 organise les principales manifestations et multiplie les démarches et actions pour empêcher la guerre qui sera cependant menée par l'armée française aux côtés des États-Unis et de la Grande-Bretagne,,.
De 1998 à 2000, Denis Langlois séjourne en Yougoslavie, en Irak, au Liban, et à Djibouti, afin de témoigner des conséquences dramatiques des guerres sur les plans politique, économique et psychologique.

### Écrivain
En tant qu'écrivain, il est l'auteur d'une trentaine d'ouvrages (des essais, des livres-documents et des romans).
Concevant son travail d'écrivain comme un accompagnement de son activité de militant de gauche n'ayant jamais appartenu à aucun parti, il a notamment publié un Guide du militant (1972), un Nouveau guide du militant (1978) et un Guide du citoyen face à la police (1980) qui donnent des conseils juridiques et pratiques pour s'opposer à la répression,.
Dans ses trois Dossiers noirs parus dans les années 1970 (Les Dossiers noirs de la police, de la justice et du suicide), il expose des cas concrets, considérant que ce qu'on appelle les faits divers est un important révélateur politique.
Son livre Les Dossiers noirs de la police française, paru en 1971, est l'objet de cinq plaintes de la part du ministre de l'Intérieur Raymond Marcellin pour "diffamation envers la police". Ce "procès-marathon" dure trois ans. Denis Langlois et Paul Flamand, directeur des éditions du Seuil, qui ont notamment fait appel aux témoignages de Michel Foucault, Pierre Vidal-Naquet, Hubert Beuve-Méry, directeur du "Monde", Claude Gallimard, Jean-Marie Domenach, Jean-Jacques de Felice et Pierre-Henri Simon, sont relaxés pour les deux principales affaires en cause : l'Affaire Thévenin et celle des tortures au quai des Orfèvres,,.
En 1989, Denis Langlois accepte pour son livre L'affaire Seznec le Prix littéraire des droits de l'homme, remis par le Président de l'Assemblée nationale, Laurent Fabius, ce qui lui donne l'occasion de critiquer certains points de son action politique.
Ses deux livres destinés aux enfants (L'Injustice et La Politique) partent du principe que les enfants ne sont pas seulement de futurs citoyens, mais déjà des citoyens en devenir, qui méritent d'être informés pour se forger des opinions personnelles et agir éventuellement,.
Ses romans abordent aussi des problèmes politiques : la peine de mort dans Un assassin très ordinaire, les tueries de la guerre 1914-1918 dans La Mort du Grand Meaulnes et Un Amour de Meaulnes (où il parle de la mort de l'écrivain Alain-Fournier), la guerre du Liban dans Le Déplacé et le problème des réfugiés dans L'Aboyeuse de Djibouti.
Il a publié en 2018 Et si la révolution était possible et en 2021 Le Voyage de Nerval qui relate le séjour que fit Gérard de Nerval au Liban en 1843.
Son livre La Cavale du babouin (2024) relate un fait-divers s'étant déroulé à Monnerville (Essonne) en 1995 : un singe en fuite abattu par les gendarmes. Denis Langlois en profite pour glisser dans ce récit une autobiographie qui rappelle les combats pour les droits humains qu'il a menés.
Il est marié à la poétesse Chantal Dupuy-Dunier.

## Œuvres
- Le Cachot, récit, Maspero, 1967.
- Panagoulis, le sang de la Grèce, Maspero, 1969.
- Les Dossiers noirs de la police française, Le Seuil, 1971.
- Guide du militant, Le Seuil, 1972.
- Les Dossiers noirs de la justice française, Le Seuil, 1974.
- Les Dossiers noirs du suicide, Le Seuil, 1976.
- Un assassin très ordinaire, roman, Le Seuil, 1976.
- Nouveau guide du militant, Le Seuil, 1978.
- Et vous êtes de gauche, Galilée, 1979.
- La Politique expliquée aux enfants, dessins de Plantu, Les Lettres libres, 1983.
- Guide du citoyen face à la police, Le Seuil, 1980, La Découverte, 1989.
- Les Diables rouges, roman, Syros, 1986.
- L'Affaire Seznec, Plon, 1988 et 1992 (Prix des droits de l'homme 1989).
- Les Partageux ne meurent jamais, Les Belles Lettres, 1992.
- Le Mystère Saint-Aubin, Flammarion, 1993.
- Récit édifiant des activités d'un nommé Jésus, roman, Balland, 1997.
- L'Injustice racontée aux enfants, dessins de F. Boudignon, L'Atelier, 1997 (Prix des Enfants du Livre 2003).
- L'Aboyeuse de Djibouti, roman, Éditions Acoria-Afrique, 2001.
- La Mort du Grand Meaulnes, roman, Le Miroir, 2001.
- Un Amour de Meaulnes, roman, Éditions Cairn, 2002.
- L’utopie est morte ! Vive l’utopie !, Éditions Michalon, 2005.
- Slogans pour les prochaines révolutions (nouveaux slogans d'aujourd'hui et de demain dans l'esprit de mai 68), Éditions du Seuil, 2008.
- Le Déplacé (récit concernant la guerre du Liban), Éditions de l'Aube, 2012.
- La Maison de Marie Belland, roman, Éditions de la Différence, 2013.
- Pour en finir avec l'affaire Seznec, Éditions de la Différence, 2015.
- La Politique expliquée aux enfants (et aux autres), dessins de Plantu, SCUP, février 2017.
- Et si la révolution était possible, SCUP, janvier 2018.
- Panagoulis, le sang de la Grèce, nouvelle édition complétée, SCUP, 2018.
- L'Affaire Saint-Aubin, Éditions de la Différence, 2019.
- Le voyage de Nerval, La Déviation, 2021.
- La Politique expliquée aux enfants, dessins de Plantu, nouvelle édition complétée, La Déviation, janvier 2022.
- La Cavale du babouin, La Déviation, 2024.